# Grand class
Pour les articles homonymes, voir Class.
La Grand Class est une classe de onze navires de croisière réalisée pour les deux opérateurs de croisière :
- Princess Cruises
- P&O Cruises

et construite par deux chantiers différents : 
- le chantier italien Fincantieri à Monfalcone
- le chantier nippon de Mitsubishi Heavy Industries à Nagasaki.

Elle comprend plusieurs sous-classes en fonction des modifications réalisées au cours de cette décennie de construction.

## Les unités de la classe

### Classe Grand (standard)
- Grand Princess - mis en service en  1998.
- Golden Princess - mis en service en  2001.
- Star Princess - mis en service en 2002.

### Classe Gem
Chantier naval Mitsubishi Heavy Industries :
- Diamond Princess - mis en service en 2004.
- Sapphire Princess - mis en service en 2004.

### Classe Caribbean
- Caribbean Princess - mis en service en 2004.

### Classe Crown
- Crown Princess - mis en service en 2006.
- Emerald Princess - mis en service en 2007.
- Ruby Princess - mis en service en 2008.

### Design classe Ventura (modifié)
Armement P&O Cruises :
- Ventura - mis en service en 2008.
- Azura - mis en service en 2010.

#### Galerie

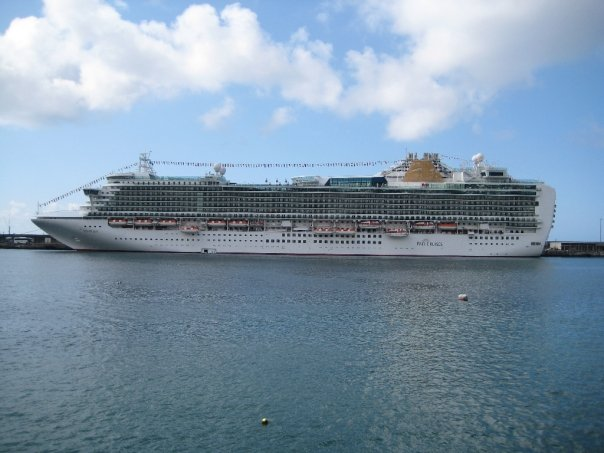
le MV Ventura à Madère (2008)
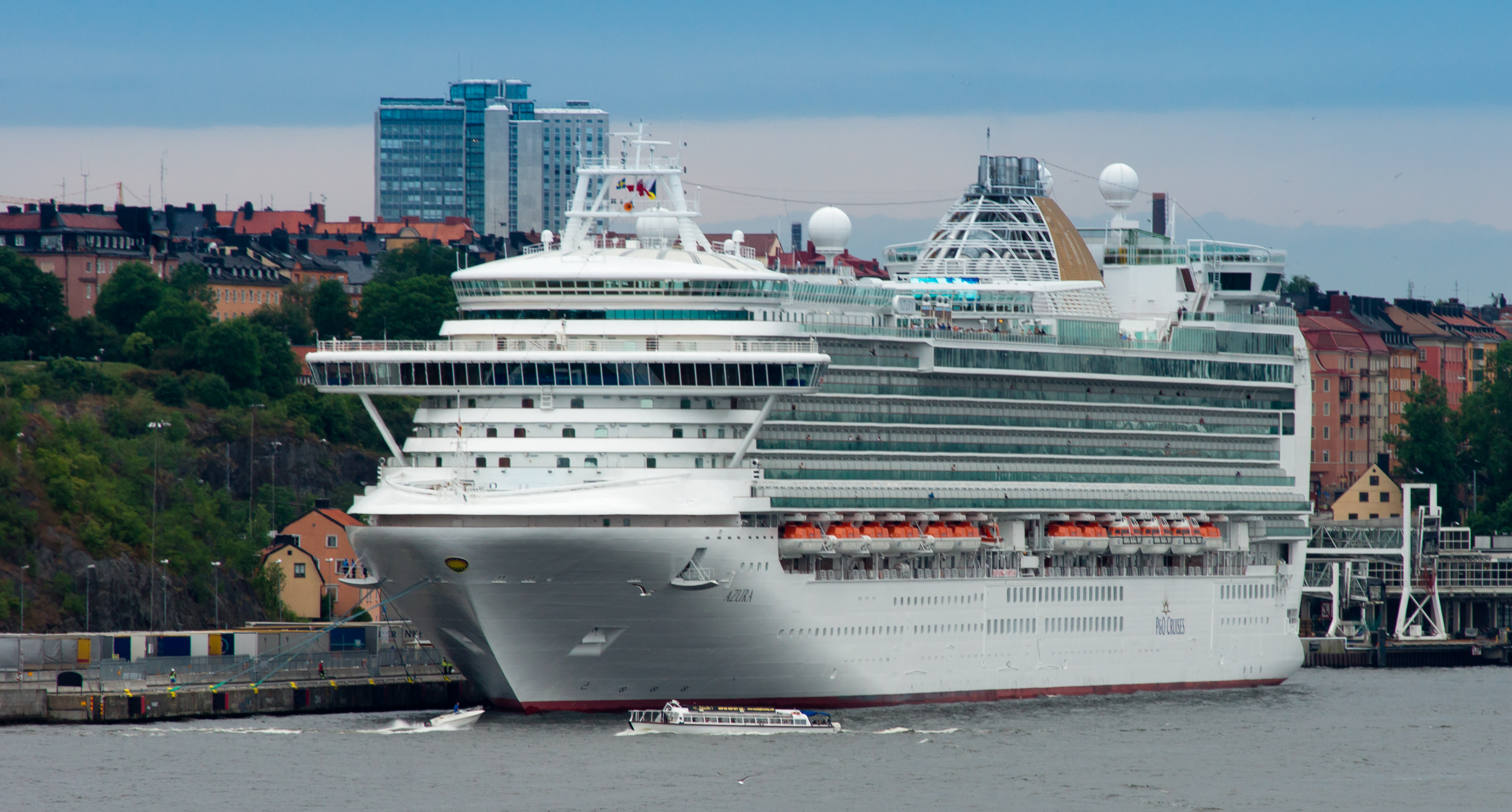
le MV Azura à Stockholm (juillet 2010)